# Abraham Ramos
Abraham Ramos  (Mexikóváros, Mexikó, 1974. február 13. –) mexikói színész.

## Élete
Abraham Ramos 1974. február 13-án született Mexikóvárosban. Karrierjét 1995-ben kezdte. 1999-ben Cristóbal Valencia szerepét játszotta a Julieta című telenovellában. 2002-ben Enrique Mendoza szerepét játszotta A szerelem ösvényeiben. 2004-ben Efraín szerepét játszotta A liliomlány című telenovellában Camila Sodi, Valentino Lanús, Helena Rojo és Carolina Tejera mellett.

## Filmográfia

### Telenovellák
- Quiero amarte (2013).... David Serrano
- Dos hogares (2011-2012)....Claudio Ballesteros Ortiz Monasterio
- Árva angyal (Cuidado con el ángel) (2008-2009)....Adrián González
- Pokolba a szépfiúkkal! (Al diablo con los guapos) (2007)....Sergio
- Bajo las riendas del amor (2007)....Sebastián Corcuera
- Peregrina (2005)....Iván
- A liliomlány (Inocente de ti) (2004-2005)....Efraín Castillo Linares-Robles
- A szerelem ösvényei (Las vías del amor) (2002)....Enrique Mendoza Santini
- Mujer bonita (2001)....Orlando
- Sebzett szívek (Siempre te amaré) (2000)....Leonardo Reyes
- Julieta (Laberintos de pasión) (1999)....Cristóbal Valencia Miranda
- Camila (1998)....Pablo Juárez
- Sin ti (1997)
- Maria Isabel (1997)....Ramón
- Mi querida Isabel (1996)....Rolando
- Canción de amor (1996)....Adrián
- Retrato de familia (1995)....Jaime

### Sorozatok
- Como dice el dicho (2011-2014)
- Dios aprieta pero no ahorca .... Roberto
- Bástele a cada quien su afán .... Luis
- La rosa de Guadalupe (2008-2013)
- El amor es para más de dos .... Octavio
- Vuelta en U .... Miguel
- El camino correcto .... Salomon
- La madrastra .... Leon
- Tiempo final (2009) Epizód "El Clown"
- Mujeres asesinas (2008)....Julián Castaño
- Mujer casos de la vida real 16 epizód (1995-2006)

### Filmek
- La última llamada (1996).... Mario Cortés
- Como tú me has deseado (2005)....Aníbal Soler